# Clear River (North Fork Koyukuk River)
Der Clear River (englisch für „klarer Fluss“) ist ein etwa 64 Kilometer langer linker Nebenfluss des North Fork Koyukuk River im zentralen Norden des US-Bundesstaats Alaska.

## Verlauf
Der Clear River entspringt im Osten der Endicott Mountains nordwestlich von Mount Harvey auf einer Höhe von etwa 1370 m. Der Clear River fließt in überwiegend südsüdwestlicher Richtung durch das Bergland und trifft östlich des Eroded Mountain auf den nach Süden strömenden North Fork Koyukuk River. Der Flusslauf liegt innerhalb des Gates-of-the-Arctic-Nationalparks. 

## Einzugsgebiet
Der Clear River entwässert ein Areal von etwa 463 km². Das Einzugsgebiet grenzt im Südosten an das des Glacier River, im Nordosten an das des Hammond River sowie im Westen an das des oberstrom gelegenen North Fork Koyukuk River.

## Name
Der lokale Flussname wurde 1929 von Marshall festgehalten.